# Rites of Spring
Rites of Spring – amerykański zespół hardcore punkowy, istniejący od 1984 do 1986 roku. Jest często wzmiankowany jako pionierski zespół emocore.

## Historia zespołu
Chociaż muzycy byli ze sobą jedynie od wiosny 1984 do zimy 1986, to często przypisuje im się udział w zdefiniowaniu nurtu emocore, wraz z Dag Nasty czy Embrace.
Rites of Spring to również tytuł wydanego w 1985 roku debiutanckiego albumu zespołu. Dwanaście piosenek było nagranych w Inner Ear Studios w lutym 1985 roku, a wydanych na płycie w czerwcu tego roku jako Dischord Records #16. Album został powtórnie wydany na CD i kasecie w 1987, z dodatkowym utworem z tej samej sesji, 'Other Way Around', jak również czterema piosenkami z kolejnego EP, zatytułowanego All Through a Life, Dischord #22. CD i kaseta oryginalnie otrzymały numer '16' podczas wydania w 1991, podczas gdy w wersji przetworzonej z 2001 roku, na której znalazło się te same 17 piosenek, oznaczona została jako '16CD' i otrzymała nowy tytuł 'End on End'.
Po rozpadzie zespołu (zima 1986 roku) wokalista i gitarzysta Guy Picciotto, gitarzysta Eddie Janney i perkusista Brendan Canty utworzyli zespół One Last Wish z basistą Embrace, Michaelem Hamptonem. Trzy lata później dołączył do nich basista pierwotnego Rites of Spring, Michael Fellows, i utworzyli 'reinkarnację' zespołu, nazwaną Happy Go Licky. Zrealizowali LP i CD z różnych koncertów live, ale nigdy nie nagrali żadnego studyjnego albumu. Picciotto i Canty w końcu połączyli swe siły z pierwotnym wokalistą Embrace, Ianem MacKaye'em, jako Fugazi.

## Skład zespołu
- Guy Picciotto
- Eddie Janney
- Brendan Canty
- Michael Fellows

## Dyskografia
- Rites of Spring (Dischord #16) w 1985 r.
- All Through a Life (Dischord #22)
- End on End (kompilacja Rites of Spring i All Through a Life) w 2001 r.

## Pochodzenie nazwy
Nazwa zespołu pochodzi od słynnego baletu Strawinskiego Święto wiosny (ang. Rite of Spring).